# SN 2001jo
SN 2001jo – supernowa odkryta 9 grudnia 2001 roku w galaktyce A084625+4358. W momencie odkrycia miała maksymalną jasność 25,00m.